# Jayavarman VIII
Rey Jayavarman VIII fue uno de los reyes angkorianos del Imperio jemer de 1243-1295

## Reinado
Seguidor de Shivá, cuya creencia impone de nuevo en el momento de su ascensión al trono. Empieza a imponer el hinduismo y destruir muchas estatuas de Buda (incluida en Banteay Kdei, Ta Prohm, el Preah Khan y Bayón, donde la principal estatua será sustituido por una efigie del dios Harihara.
Transforma asimismo, muchos templos budistas en santuarios hinduistas y borrar las marcas de sus dos predecesores, Jayavarman VII y Indravarman II. Ampliara el templo Banteay Samra y construirá el último edificio hinduista del Angkor Thom, inventariados hoy como el "monumento 487". Este templo está dedicado al brahmán Jaya Mangalartha y su madre Subhadra, asociados con un avatar de Visnú. Jayavarman VII mismo estaba relacionado por matrimonio a la familia de este sacerdote
Fue durante su reinado que el Imperio mongol hizo su aparición en la historia de Camboya cuando las fuerzas de Kublai Khan atacaron Angkor en 1283. El rey decidió pagar un tributo a los mongoles y estos lo dejaron en paz. En 1295 fue derrocado por su yerno Indravarman III